# قائمة هواتف آيفون الذكية
آيفون عبارة عن مجموعة من الهواتف الذكية التي أنشأتها شركة أبل وتتألف من عدة أجيال، وتعمل على نظام تشغيل آي أو إس للهواتف المحمولة، والذي طورته أبل أيضًا. كل عام، تصدر الشركة الأمريكية طرزًا جديدًا بالإضافة إلى تحديثات لنظام التشغيل. اعتبارًا من 1 نوفمبر 2018، بِيع أكثر من 2.2 مليار جهاز آيفون.

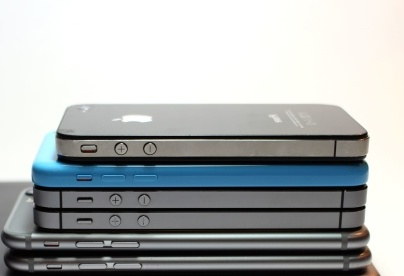
صورة لمجموعة من هواتف آيفون

أصدرت آبل أول هاتف آيفون سنة 2007، وبعده آيفون 3 جي، ثم آيفون 3 جي إس، آيفون 4، آيفون 4 إس، آيفون 5، آيفون 5 سي، آيفون 5 إس، آيفون 6، آيفون 6 إس، آيفون إس أي، آيفون 7، آيفون 8، آيفون إكس، آيفون إكس آر، آيفون إكس إس، آيفون 11، آيفون 11 برو، آيفون إس أي (النسخة الثانية)، آيفون 12، آيفون 12 برو، آيفون 13، آيفون 13 برو، آيفون إس أي (النسخة الثالثة).

## قائمة الهواتف
| الاسم                        | الصورة | تاريخ الإصدار  | المواصفات                                                                                       | مصادر                   |
| آيفون                        |        | 23 يونيو 2007  | الذاكرة: 128 ميغابايت سعة التخزين: 4 أو 8 أو 16 جيغابايت الكاميرا: 2 ميغابكسل                   | [ 2 ] [ 3 ] [ 4 ] [ 5 ] |
| آيفون 3 جي                   |        | 11 يوليو 2008  | الذاكرة: 128 ميغابايت سعة التخزين: 8 أو 16 جيغابايت الكاميرا: 2 ميغابكسل                        | [ 3 ] [ 4 ] [ 6 ]       |
| آيفون 3 جي إس                |        | 18 ديسمبر 2009 | الذاكرة: 256 ميغابايت سعة التخزين: 8 أو 16 أو 32 جيغابايت الكاميرا: 3 ميغابكسل                  | [ 7 ] [ 8 ]             |
| آيفون 4                      |        | 24 يونيو 2010  | الذاكرة: 512 ميغابايت سعة التخزين: 8 أو 16 أو 32 جيغابايت الكاميرا: 5 ميغابكسل                  | [ 9 ] [ 10 ]            |
| آيفون 4 إس                   |        | 14 أكتوبر 2011 | الذاكرة: 512 ميغابايت سعة التخزين: 8 أو 16 أو 32 أو 64 جيغابايت الكاميرا: 8 ميغابكسل            | [ 11 ] [ 12 ]           |
| آيفون 5                      |        | 21 سبتمبر 2012 | الذاكرة: 1 جيغابايت سعة التخزين: 16 أو 32 أو 64 جيغابايت الكاميرا: 8 ميغابكسل                   | [ 13 ] [ 14 ]           |
| آيفون 5 سي                   |        | 20 سبتمبر 2013 | الذاكرة: 1 جيغابايت سعة التخزين: 8 أو 16 أو 32 جيغابايت الكاميرا: 8 ميغابكسل                    | [ 15 ] [ 16 ]           |
| آيفون 5 إس                   |        | 20 سبتمبر 2013 | الذاكرة: 1 جيغابايت سعة التخزين: 16 أو 32 أو 64 جيغابايت الكاميرا: 8 ميغابكسل                   | [ 17 ] [ 18 ]           |
| آيفون 6/6+                   |        | 19 سبتمبر 2014 | الذاكرة: 1 جيغابايت سعة التخزين: 16 أو 32 أو 64 أو 128 جيغابايت الكاميرا: 8 ميغابكسل            | [ 19 ]                  |
| آيفون 6 إس/6 إس+             |        | 25 سبتمبر 2015 | الذاكرة: 2 جيغابايت سعة التخزين: 16 أو 32 أو 64 أو 128 جيغابايت الكاميرا: 12 ميغابكسل           | [ 20 ] [ 21 ]           |
| آيفون إس إي                  |        | 31 مارس 2016   | الذاكرة: 2 جيغابايت سعة التخزين: 16 أو 32 أو 64 أو 128 جيغابايت الكاميرا: 12.2 ميغابكسل         | [ 22 ]                  |
| آيفون 7                      |        | 16 سبتمبر 2016 | الذاكرة: 2 جيغابايت سعة التخزين: 32 و 128 و 256 جيغابايت الكاميرا: 12 ميغابكسل                  | [ 23 ] [ 24 ]           |
| آيفون 8                      |        | 22 سبتمبر 2017 | الذاكرة: 2 جيغابايت سعة التخزين: 64 أو 128 أو 256 جيغابايت الكاميرا: 12 ميغابكسل                | [ 25 ] [ 26 ]           |
| آيفون إكس                    |        | 3 نوفمبر 2017  | الذاكرة: 3 جيغابايت سعة التخزين: 64 أو 256 جيغابايت الكاميرا: 12 ميغابكسل                       | [ 27 ]                  |
| آيفون إكس آر                 |        | 26 أكتوبر 2018 | الذاكرة: 3 جيغابايت سعة التخزين: 64 أو 128 أو 256 جيغابايت الكاميرا: 12 ميغابكسل                | [ 28 ]                  |
| آيفون إكس إس                 |        | 21 سبتمبر 2018 | الذاكرة: 4 جيغابايت سعة التخزين: 64 أو 256 أو 512 جيغابايت الكاميرا: 12 ميغابكسل                | [ 29 ]                  |
| آيفون 11                     |        | 20 سبتمبر 2019 | الذاكرة: 4 جيغابايت سعة التخزين: 64 أو 128 أو 256 جيغابايت الكاميرا: 12 ميغابكسل                | [ 30 ] [ 31 ]           |
| آيفون 11 برو                 |        | 20 سبتمبر 2019 | الذاكرة: 4 جيغابايت سعة التخزين: 64 أو 256 أو 512 جيغابايت الكاميرا: 12 ميغابكسل                | [ 32 ]                  |
| آيفون إس أي (النسخة الثانية) |        | 24 أبريل 2020  | الذاكرة: 3 جيغابايت سعة التخزين: 64 أو 128 أو 256 جيغابايت الكاميرا: 12 ميغابكسل                | [ 33 ]                  |
| آيفون 12                     |        | 13 أكتوبر 2020 | الذاكرة: 4 جيغابايت سعة التخزين: 64 أو 128 أو 256 جيغابايت الكاميرا: 12 ميغابكسل                | [ 34 ]                  |
| آيفون 12 برو                 |        | 23 أكتوبر 2020 | الذاكرة: 6 جيغابايت سعة التخزين: 128 أو 256 أو 512 جيغابايت الكاميرا: 12 ميغابكسل               | [ 35 ]                  |
| آيفون 13                     |        | 24 سبتمبر 2021 | الذاكرة: 4 جيغابايت سعة التخزين: 128 أو 256 أو 512 جيغابايت الكاميرا: 12 ميغابكسل               | [ 36 ] [ 37 ]           |
| آيفون 13 برو                 |        | 24 سبتمبر 2021 | الذاكرة: 6 جيغابايت سعة التخزين: 128 أو 256 أو 512 جيغابايت أو 1 تيرابايت الكاميرا: 12 ميغابكسل | [ 38 ]                  |
| آيفون إس أي (النسخة الثالثة) |        | 18 مارس 2022   | الذاكرة: 4 جيغابايت سعة التخزين: 64 أو 128 أو 256 جيغابايت الكاميرا: 12 ميغابكسل                | [ 39 ]                  |
| ---------------------------- | ------ | -------------- | ----------------------------------------------------------------------------------------------- | ----------------------- |